# Da 75/18

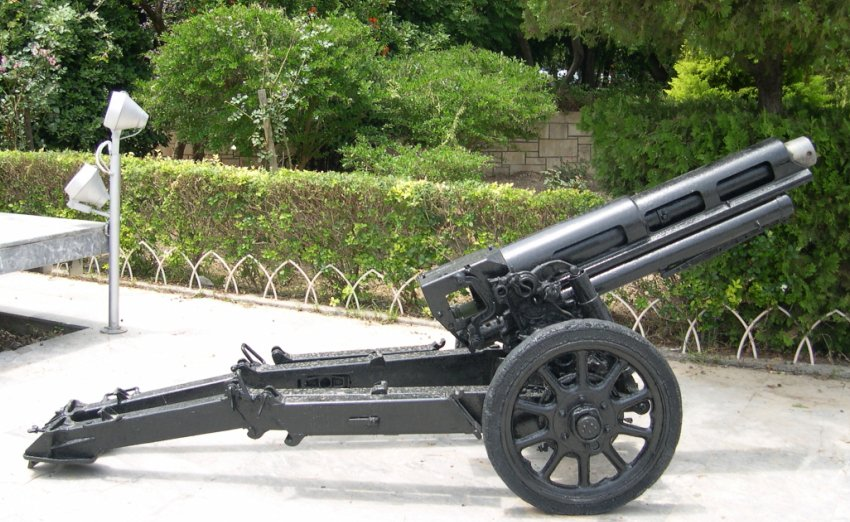
Obice da 75/18 modello 34 イラクリオン (クレタ島)のクレタ島の戦いの記念品

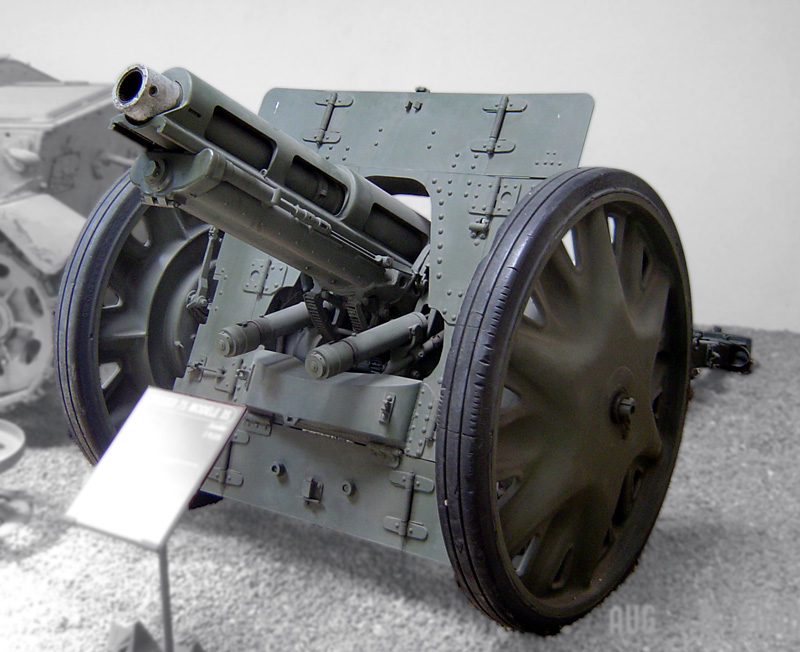
Obice da 75/18 modello 35 ソミュール戦車博物館 (Musée des Blindés) の展示品

Obice da 75/18 modello 34は第二次世界大戦でイタリアが使用した大砲である。名称は1934年式18口径75mm榴弾砲（obice＝榴弾砲、daは性質や補足事項を表す前置詞）を表す。	
イタリアは山が多いので、イタリア軍は山砲に対する関心が高かった。1930年代には、イタリアの山砲の大半は時代遅れになっていた。	
1934年にイタリアのアンサルド社が新しい山砲を設計した。Obice da 75/18 modello 34は輸送のために8個の部品に分解することができた。補給のために通常の砲兵部隊でも軽榴弾砲として使用された。外貨獲得のためにポルトガルや南アメリカにも輸出された。	
後にはセモヴェンテ da 75/18の主砲に採用され成形炸薬弾による対戦車戦闘にも使用された。	

## スペック
- 口径: 75 mm
- 全長: 1.557 m
- 運搬時重量: 1,852 kg
- 展開時重量: 1,050 kg
- 俯角仰角: -10 から +45　度
- 左右角度: 50 度
- 初速: 425 m/s
- 射程: 9,564 m
- 砲弾重量: 6.4 kg